# Josseline Louise Marie da Silva Gbony
Josseline Louise Marie da Silva Gbony, née le 25 octobre 1957, est une diplomate béninoise. Depuis le 5 janvier 2017, elle est ambassadrice du Bénin à Berlin, Allemagne. Elle est connue sous l'appellation de Da Silva épouse Gbony, ou simplement Da Silva.

## Biographie

### Enfance, formation et débuts
Josseline Louise Marie da Silva Gbony naît le 25 octobre 1957 au Bénin.
Silva Gbony étudie la Diplomatie et les Relations Internationales à l'Ecole Nationale d'Administration du Bénin de 1979 à 1982. Entre 1997 et 1998, elle étudie la diplomatie et relations internationales à l'Institut international d'administration publique.

### Carrière
Elle rejoint ensuite le ministère béninois des Affaires étrangères à Cotonou. De 1983 à 1984, elle est responsable des projets de coopération chinoise. Elle a ensuite dirigé des projets culturels, menés en coopération avec la France, jusqu'en 1992. Entre 1987 et 1992, elle dirige le Département des immunités et privilèges. De 1992 à 1997, elle devient chef de la Division des activités opérationnelles des Nations Unies. De 1997 à 2000, elle dirige le service juridique et était plus particulièrement responsable des négociations et de la planification de la succession au siège.
A partir de janvier 2000, elle est détachée à l'Ambassade de Bruxelles en tant que Conseillère. A ce poste, qu'elle occupe jusqu'en juillet 2009, elle est chargée de maintenir le contact avec l'Union européenne. Elle est ensuite revenue au Bénin et a été chef du service de la programmation et de la planification jusqu'en 2012. De 2012 à 2013, elle a été responsable du département Afrique et Moyen-Orient. En octobre 2016, elle a été envoyée à Berlin en tant qu'ambassadrice,. Outre l'Allemagne, elle est également ambassadrice du Bénin en Pologne, en République tchèque, en Slovaquie et en Roumanie. Elle est également représentante permanente auprès du siège de l'ONU à Bonn et du Tribunal maritime international à Hambourg.
Le 1er août 2020, l'ambassade à Berlin a été fermée ainsi que d'autres représentations béninoises dans d'autres pays. A propos de cette fermeture, le ministre béninois des Affaires étrangères Aurélien Agbenonci a déclaré que les ambassadeurs garderaient leurs postes, mais désormais leurs ambassadeurs seraient sans résidence. Depuis, elle travaille à Cotonou,.
Le 20 novembre 2020, le président fédéral allemand Frank-Walter Steinmeier a décerné à Da Silva Gbony la Grande-Croix du Mérite. La Croix du Mérite a été remise à l'Ambassadeur par l'Ambassadeur d'Allemagne au Bénin Achim Tröster en mars 2021,.
Silva Gbony parle français et anglais.

### Vie privée
Elle est mariée à Bertin Elie William Gbony et a deux enfants.